# Giuseppe Lo Moro
Giuseppe Lo Moro (Gioia Tauro, 13 novembre 1910 – Cherta, 15 aprile 1938) è stato un militare e aviatore italiano, decorato di Medaglia d'oro al valor militare alla memoria nel corso della guerra civile spagnola.

## Biografia
Nacque a Gioia Tauro, provincia di Reggio Calabria, il 13 novembre 1910, all'interno di una modesta famiglia operaia. Dopo aver frequentato la prima classe della Scuola di avviamento al lavoro, iniziò a lavorare come montatore elettricista. Nel luglio 1928 si arruolò volontario nella Regia Aeronautica in qualità di aviere allievo pilota, ottenendo il brevetto di pilota militare nel settembre 1929 con il grado di sergente e venendo posto in congedo l'anno successivo per fine ferma. Richiamato in servizio attivo nel marzo 1935 frequentò la Scuola caccia di Aviano, presso il 4º Stormo Caccia Terrestre. Destinato all'aviazione dell'Eritrea dal gennaio 1936 partecipò alle operazioni durante la guerra d'Etiopia con la 1ª Squadriglia. Promosso sergente maggiore nel dicembre 1936, trasferito in servizio continuativo per merito di guerra, rientrò in Italia nel febbraio 1937 assegnato al 53º Stormo Caccia Terrestre. Alcuni mesi dopo fu assegnato all'Aviazione Legionaria e mandato a combattere nella guerra di Spagna. Assegnato alla Squadriglia Autonoma Caccia-Mitragliamento equipaggiata dapprima con i biplani IMAM Ro.37 Lince, e poi con i caccia Fiat C.R.32, cadde in combattimento il 15 aprile 1938, e fu decorato con la medaglia d'oro al valor militare alla memoria.

## Intitolazioni
Gioia Tauro, città d'origine del giovane partigiano, ha intitolato alla sua memoria una delle vie principali della città.

### Annotazioni
1. ↑  Costituita sul campo d'aviazione di Valenzuela, Saragozza, era al comando di Ferruccio Vosilla, e vi cui militavano piloti come Ido Zanetti, Mario Bellagambi, Duilio Nicchiarelli, e Gastone Picchini.

### Fonti
1. 1 2 3 4 5 6 7  Combattenti Liberazione.
2. 1 2  Gruppo Medaglie d'Oro al Valor Militare 1965, p. 302.
3. 1 2  Ufficio Storico dell'Aeronautica Militare 1969, p. 90.
4. ↑  Medaglie d'oro al valor militare sul sito della Presidenza della Repubblica
5. ↑   Mappa di Via Giuseppe Lomoro a Gioia Tauro, su www.tuttocitta.it. URL consultato il 13 gennaio 2024.